# Witbaardheremietkolibrie
De witbaardheremietkolibrie (Phaethornis hispidus) is een vogel uit de familie Trochilidae (kolibries).

## Verspreiding en leefgebied
Deze soort komt voor van oostelijk Colombia tot zuidelijk Venezuela, noordelijk Bolivia en westelijk Brazilië.

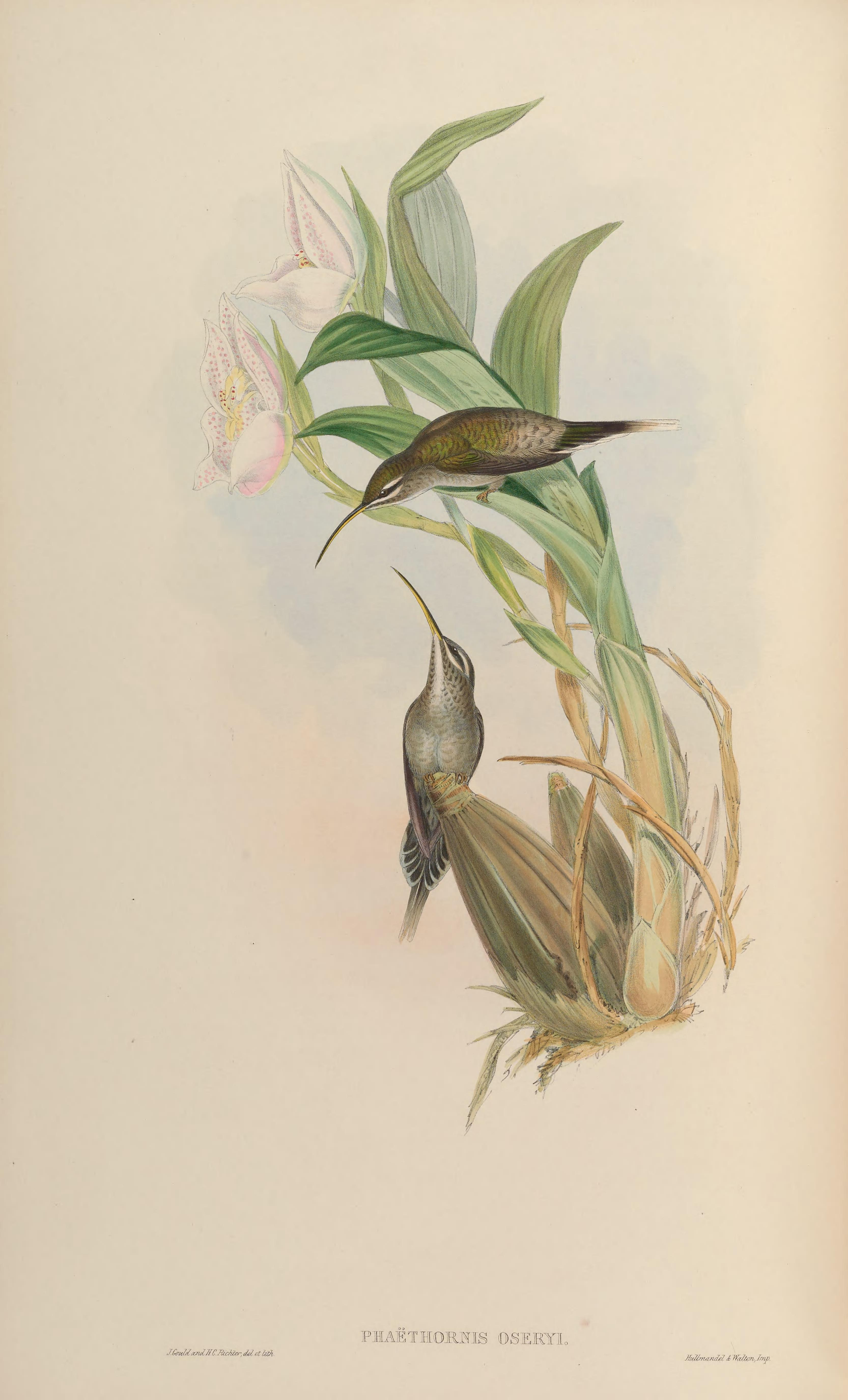